# Пост в христианстве
Пост в христиа́нстве (через церк.-слав. постъ, от нем. fasto) — аскетический порыв и система воздержания от жизненных удовольствий и благ, которые берёт на себя христианин на определённое время. Считают, что впервые пост был предписан Богом прародителям человечества Адаму и Еве, которым было запрещено вкушать от Древа познания добра и зла («запретный плод»).
Понимание поста у христиан формируют по Священному Писанию (Библии, включая апокрифические памятники) и Священному Преданию (учению святых отцов, включая отцов и учителей Средних веков и Нового времени), а также по высказываниям современных авторитетов Церкви.

Также, когда поститесь не будьте унылыми, как лицемеры, ибо они принимают на себя мрачные лица, чтобы показаться людям постящимися. Истинно говорю вам, что они уже получают награду свою. А ты, когда постишься помажь голову свою и умой лицо своё, чтобы явиться постящимся не перед людьми, но перед Отцом твоим, Который втайне; и Отец твой, видящий тайное, воздаст тебе явно.
— Матф. 6:16−18
… отнимем у плоти её наслаждение, приумножим же душевную силу, чтоб, с помощью поста, одержав победу над страстями, увенчаться нам венцами воздержания.
Василий Великий, Беседа о посте, 2-я
Пост в христианстве рассматривают как наилучшее время и средство для подготовки к таинству причащения.
Пост, наряду с молитвой и милостыней являются основными качествами христианина и должны быть совершены втайне и наедине с самим собой, причём о милостыне упомянуто прежде всего (Матф. 6:1−18).

## Упоминания о посте в Библии

### Ветхий Завет
Упоминания о посте в Ветхом Завете для христиан носят справочно-познавательный характер. Несмотря на это, почти все формы поста Ветхого Завета были унаследованы христианами, причём многие формы поста сохранили в конфессиях до сих пор.
На первое упоминание в Библии о посте указывают книги Исх. 34:28 и Втор. 9:18, где идёт речь о двух подряд постах Моисея на горе Хорив, когда он получал скрижали для Израиля.
По форме воздержания, в Ветхом Завете встречаются следующие упоминания:
- Длительное воздержание от пищи и питья (Исх. 34:28; Втор. 9:18) — посты Моисея;
- Обет молчания (Нав. 6:9) — Израиль держал молчание в течение шести суток перед чудесным взятием Иерихона;
- Воздержание от некоторых видов продуктов в пределах правила (Дан. 10:2—3) — трёхнедельный пост пророка Даниила;
- Частные формы постов (Суд. 20:26; 1Цар. 7:6; 2Цар. 1:12) — однодневные посты; 1Цар. 31:13 — семидневный пост; 2Цар. 12:16—17 — пост царя Давида.

По цели (мотивации) поста в Ветхом Завете встречаются следующие упоминания:
- Встреча с Богом (Исх. 34:28);
- Усиленная молитва (Втор. 9:18) — молитва Моисея о помиловании Израиля; Суд. 20:26 — молитва за сражение; 2Цар. 12:16—17 — молитва царя Давида о здравии умирающего новорождённого сына; 3Цар. 21:27 — молитва царя Ахава;
- Достижение завета (Нав. 6:9) — Богом было завещано взятие Иерихона при шестидневном посте;
- Покаяние (1Цар. 7:6) — покаяние израильтян;
- Правило (Дан. 10:2—3) — трёхнедельный пост пророка Даниила.

### Новый Завет
В Новом Завете упоминания о посте носят для христиан не только справочно-познавательный, но и вероучительный характер. Основные моменты вероучения располагаются в Евангелии и относятся к словам Иисуса Христа о посте:
- Лк. 18:12 — двухдневный пост (понедельник и четверг).
- Мф. 4:2; Лк. 4:2 — 40-дневный пост Иисуса Христа; мотивация — подготовка к проповеди, форма воздержания — полное воздержание от пищи в течение 40 дней. В Евангелии повествуется, что Иисус Христос был искушаем дьяволом в течение этого поста, чьи искушения в итоге были побеждены.
- Мф. 6:1—18 — наставления Иисуса Христа о внешнем и внутреннем настрое постящегося: «Также, когда поститесь, не будьте унылы, как лицемеры, ибо они принимают на себя мрачные лица, чтобы показаться людям постящимися. Истинно говорю вам, что они уже получают награду свою. А ты, когда постишься, помажь голову твою и умой лице твое, чтобы явиться постящимся не пред людьми, но пред Отцом твоим, Который втайне; и Отец твой, видящий тайное, воздаст тебе явно».
- Мф. 9:14—15; Мк. 2:18—20; Лк. 5:33—35 — проповедь о ситуациях в отношении поста, «И сказал им Иисус: могут ли печалиться сыны чертога брачного, пока с ними жених? Но придут дни, когда отнимется у них жених, и тогда будут поститься».
- Деян. 10:30 — молитвенный пост Корнилия сотника.
- Деян. 13:2—3 — «Когда они служили Господу и постились, Дух Святый сказал: отделите Мне Варнаву и Савла на дело, к которому Я призвал их. Тогда они, совершив пост и молитву и возложив на них руки, отпустили их».
- 1Кор. 7:5 — о воздержании от брачных отношений во время поста, «Не уклоняйтесь друг от друга, разве по согласию, на время, для упражнения в посте и молитве, а потом опять будьте вместе, чтобы не искушал вас сатана невоздержанием вашим».

### Апокрифические книги
В Евангелии от апостола Иакова имеется сюжет, где праведный Иоаким, отец Пресвятой Богородицы, уходит в пустыню на 40 суток поститься. Мотивация поста — усиленная молитва о потомстве, способ воздержания — полное воздержание от приёма пищи и питья в течение 40 суток: «И столь горько стало Иоакиму, и не пошёл он к жене своей, а ушёл в пустыню, поставил там свою палатку и постился сорок дней и сорок ночей, говоря: не войду ни для еды, ни для питья, пока не снизойдёт ко мне Господь, и будет мне едою и питьём молитва» (Евангелие от Иакова 1.7).
В книге «Дидахе» («Учение через двенадцать апостолов народам») повествование о посте встречается трижды:
- «…Поститесь и за гонящих вас…» (Мф. 5:44, Учение двенадцати Апостолов, 1:3) — указывается со ссылкой на Евангелие от Матфея, хотя в последнем не говорится о посте.
- «А перед крещением пусть постятся крещающий и крещаемый и, если могут, некоторые другие, крещаемому же повели поститься наперёд один или два дня» (Учение двенадцати Апостолов, 7:4) — указания для поста крещаемому. Мотивация — подготовка к важному событию, способ воздержания не указывается[5][6].
- «Посты же ваши да не будут с притворщиками, ибо они постятся во второй после шаббата и пятый. Вы же поститесь в четвёртый и подготовительный» (Учение двенадцати Апостолов, 8:1) — появление упоминания о посте в среду и пятницу. Мотивация — еженедельный подвиг, способ воздержания не указывается[7].

## Пост по Священному Преданию

### Священное Предание о посте
Среди авторов святоотеческого предания, повествующего о посте, такие деятели Церкви, как три святителя каппадокийских Иоанн Златоуст, Василий Великий и Григорий Богослов. Поскольку эти христианские авторы создавали свои труды до раскола христианской Церкви, их авторитет признаётся как в православии, так и в католицизме.

### О назначении поста
Святоотеческое предание называет цели и смыслы поста в перечислении приносимой с точки зрения христианства пользы:
- борьба с духовной нечистотой;
- стяжание милости Божьей в молитвах;
- диетическая польза[14],

подчинение тела духу, сбор средств на пожертвования, достижения мира и тишины, покаяние.
Задачи поста: верность, благодарность, смирение.
Василий Великий сравнивает исцеляющее от греха влияние поста на душу человека с действием лекарств на гельминтов.
В целом, христианский пост предназначен для того, чтобы оторвать себя от земного, греховного, временного и взрастить в себе любовь к небесному, божественному, вечному.
Основной целью поста в христианстве является духовный рост.

### Содержание ограничений в период поста
Формы воздержания в христианских постах следующие:
- безмолвие — сокращение разговоров, от пустословия до обета молчания. Святитель Григорий Богослов язык человека называет самым тяжким злом[11];
- воздержание от пищи и питья — ограничение в принятии продуктов питания различного происхождения, от мясных продуктов до полного отказа от приёма пищи (см. также раздел «В православии» основной статьи);
- воздержание от брачных отношений[9][15]

Дай отдых своему повару, дай свободу собирающему стол, останови руку виночерпия; пусть отдохнёт когда-нибудь изготавливающий разные печенья; пусть и дому успокоится на время от тысячей тревог, от дыма и смрада, от беготни вверх и вниз прислуживающих чреву, как неумолимому властелину.— Василий Великий, Беседа о посте, 1-я

### Пост телесный и пост духовный
Святитель Василий Великий утверждал, что воздержание от пищи является лишь дополнением к духовному посту, который и является целью христианина. Во-первых, он предлагает ограничить круг общения людьми, которые могут принести духовную пользу. Во-вторых, он считает необходимым усилить приём «духовной пищи».

Впрочем пользу поста не ограничивай одним воздержанием от снедей, потому что истинный пост есть устранение от злых дел.
— Василий Великий, Беседа о посте, 1-я

### Как проводить пост
Пост относится к внутренней работе души, поэтому человек не должен его разглашать — поститься напоказ.
Святитель Василий Великий подчёркивал необходимость подготовки к посту: «сегодняшним пьянством не порти завтрашнего воздержания».

## Пост у конфессий

### Православие

#### Степени поста
1. Полный отказ от любой пищи (например, Великая пятница).
2. Сухоядение (например, среда первой седмицы Великого поста).
3. Вкушение варёной пищи без растительного масла (например, пятница первой седмицы Великого поста).
4. Сухоядение, но при этом разрешено вино (например, Благовещение, когда бывает в Великую пятницу).
5. Вкушение варёной пищи с растительным маслом, разрешено вино (например, Торжество православия).
6. Вкушение рыбной икры, пищи с растительным маслом, разрешено вино; но рыба запрещена (например, Лазарева суббота).
7. Вкушение рыбы, пищи с растительным маслом, разрешено вино (например, Преображение).
8. Вкушение любых молочных продуктов, яиц, рыбы, растительного масла и вина; мясо запрещено (например, Суббота сырной седмицы: Собор всех преподобных отцов, в подвиге просиявших).
9. Разрешено есть любые продукты (например, Пасха).

#### Календарь постов и трапез
Посты, принятые в Православной церкви, можно подразделить на однодневные и многодневные.
Самая типичная форма однодневных постов — ограничение в определённых видах пищи (мясной, молочной, а также рыбы) в среду и пятницу в периоды мясоедов, приуроченные к дням предания Христа на страдания (среда), а также мучения и смерти на кресте (пятница). Днями строго поста в Православной церкви всегда являются день Воздвижения Креста Господня — 14 сентября (27 сентября), день Усекновения главы Иоанна Предтечи — 29 августа (11 сентября) и навечерия Богоявления 5 января (18 января), в эти дни всегда (включая субботу и воскресение) запрещено есть рыбу, но разрешена пища с растительным маслом.
К многодневным постам относится Великий пост, Петров пост, Успенский пост и Рождественский пост.
Согласно Уставу Православной церкви, монахам целиком и полностью запрещено есть мясо на протяжении всей их жизни.
| Периоды                                                                     | понедельник                                                 | вторник                                                 | среда                  | четверг                | пятница                | суббота                | воскресенье            |
| --------------------------------------------------------------------------- | ----------------------------------------------------------- | ------------------------------------------------------- | ---------------------- | ---------------------- | ---------------------- | ---------------------- | ---------------------- |
| Фарисе́ева седмица                                                           | без ограничений — для мирян (для монахов — всё, кроме мяса) | без ограничений                                         | без ограничений        | без ограничений        | без ограничений        | без ограничений        | без ограничений        |
| Седмица, которая начинается с понедельника после Недели о блудном сыне      | без ограничений                                             | без ограничений                                         | рыба                   | без ограничений        | рыба                   | без ограничений        | без ограничений        |
| Сырная седмица                                                              | любая пища, кроме мяса                                      | любая пища, кроме мяса                                  | любая пища, кроме мяса | любая пища, кроме мяса | любая пища, кроме мяса | любая пища, кроме мяса | любая пища, кроме мяса |
| Первая седмица Великого поста                                               | пищу не едим (немощным и старым разрешается сухоядение)     | пищу не едим (немощным и старым разрешается сухоядение) | горячая без масла      | сухоядение             | сухоядение             | горячая с маслом       | горячая с маслом       |
| Великий пост                                                                | сухоядение                                                  | сухоядение                                              | сухоядение             | сухоядение             | сухоядение             | горячая с маслом       | горячая с маслом       |
| Страстная седмица                                                           | сухоядение                                                  | сухоядение                                              | сухоядение             | горячая с маслом       | пищу не едим           | сухоядение             |                        |
| Пасха и Светлая седмица                                                     | без ограничений — для мирян (для монахов — всё, кроме мяса) | без ограничений                                         | без ограничений        | без ограничений        | без ограничений        | без ограничений        |                        |
| Весенний мясоед                                                             | без ограничений                                             | без ограничений                                         | рыба                   | без ограничений        | рыба                   | без ограничений        | без ограничений        |
| От Пятидесятницы до Недели всех святых, включительно                        | без ограничений — для мирян (для монахов — всё, кроме мяса) | без ограничений                                         | без ограничений        | без ограничений        | без ограничений        | без ограничений        | без ограничений        |
| Петров пост                                                                 | сухоядение                                                  | горячая с маслом                                        | сухоядение             | горячая с маслом       | сухоядение             | рыба                   | рыба                   |
| Летний мясоед                                                               | без ограничений                                             | без ограничений                                         | горячая с маслом       | без ограничений        | горячая с маслом       | без ограничений        | без ограничений        |
| Успенский пост                                                              | сухоядение                                                  | горячая без масла                                       | сухоядение             | горячая без масла      | сухоядение             | горячая с маслом       | горячая с маслом       |
| Осенний мясоед                                                              | без ограничений                                             | без ограничений                                         | горячая с маслом       | без ограничений        | горячая с маслом       | без ограничений        | без ограничений        |
| Рождественский пост с 15 (28) ноября до 19 декабря (1 января), включительно | сухоядение                                                  | горячая с маслом                                        | сухоядение             | горячая с маслом       | сухоядение             | рыба                   | рыба                   |
| Рождественский пост с 20 декабря (2 января) по 23 декабря (5 января)        | сухоядение                                                  | горячая с маслом                                        | сухоядение             | горячая с маслом       | сухоядение             | горячая с маслом       | горячая с маслом       |
| На́вечерие Рождества Христова 24 декабря (6 января)                          | горячая с маслом                                            | горячая с маслом                                        | горячая с маслом       | горячая с маслом       | горячая с маслом       | горячая с маслом       | горячая с маслом       |
| Святки с 25 декабря (7 января) по 4 января (17 января), включительно        | без ограничений — для мирян (для монахов — всё, кроме мяса) | без ограничений                                         | без ограничений        | без ограничений        | без ограничений        | без ограничений        | без ограничений        |
| Предпразднство Просвещения 5 января (18 января)                             | горячая с маслом                                            | горячая с маслом                                        | горячая с маслом       | горячая с маслом       | горячая с маслом       | горячая с маслом       | горячая с маслом       |
| Просвещение (Богоявление) 6 января (19 января)                              | без ограничений — для мирян (для монахов — всё, кроме мяса) | без ограничений                                         | без ограничений        | без ограничений        | без ограничений        | без ограничений        | без ограничений        |
| Зимний мясоед                                                               | без ограничений                                             | без ограничений                                         | рыба                   | без ограничений        | рыба                   | без ограничений        | без ограничений        |

Кроме того Известие учительное предписывает пост перед каждым причащением: 7, 3, или 1 день — сколько христианин считает нужным или сколько дней поста назначит ему священник. В случае тяжких грехов, искушений и бедствий православные могут принимать епитимию в виде дополнительных постов.
В православии имеются посты в течение не всего дня, а только части суток, например, Евхаристический пост — полное воздержание от еды и питья после полуночи перед причащением, или за 6 часов до причащения, если оно ожидается вечером.
По уставам древних монастырей Египта, пищу во время постов разрешалось вкушать только после 3-го часа дня, соответствующего восточному 9-му часу — времени смерти Христа на кресте; в остальные дни — после Литургии, когда во время совместного обеда совершается Чин о панагии. Вторая (последняя) трапеза происходила после вечерни — след в богослужебной практике от братского ужина остался в совершении литии, на которой благословляется 5 хлебов, пшеница, вино и елей.

#### Взгляды поздних православных авторитетов
Кроме Библии и указанных выше авторов святоотеческого предания, в православии очень развита проповедь о посте. Среди авторов предания Григорий Палама, Иоанн Лествичник, Тихон Задонский.
Необходимое в посте — осознание своей духовной слабости, возрастание в любви к Богу и к людям.
Митрополит Антоний Сурожский, ссылаясь на слова преп. Серафима Саровского, давал рекомендацию принимать пост с радостью, чуждой внутреннему напряжению.

#### Реальная практика поста у православных
Строгий «стандартный» распорядок поста из Устава Церкви предписан только монахам, которые обязаны его соблюдать полностью. Для мирского христианина строгость поста индивидуальна, всё зависит от возможностей человека и его духовного рвения. Индивидуальные рекомендации, а также разрешение на некоторые послабления в связи с ограничениями по здоровью верующий получает от приходского священника или от своего духовника.
По данным социологов пост в России в настоящее время строго соблюдают 10—12 % православных людей, относящих себя к верующим, то есть примерно 2,5—5 % всего русского населения. Полностью или частично постятся в Великий пост около 34 % россиян, считающих себя православными.

#### Богослужебные особенности постных дней
На церковных службах в будничные дни многодневных постов по уставу положено исполнение аллилуйных богослужений с повторением коленопреклонённой Молитвы Ефрема Сирина. В эти дни не совершается полная литургия, чтобы в отсутствие главного христианского торжества, верующим глубже проникаться покаянной скорбью о содеянных грехах.